# Абрамцево (село, Дмитровський міський округ)
Абра́мцево (рос. Абрамцево) — село у складі Дмитровського міського округу Московської області, Росія.

## Населення
Населення — 51 особа (2010; 56 у 2002).
Національний склад (станом на 2002 рік):
- росіяни — 96 %